# 罗热库尔
罗热库尔（法語：Rogécourt，法語發音：[ʁɔʒekuʁ]）是法国上法蘭西大區埃纳省的一个市镇，属于拉昂区。

## 地理
罗热库尔（49°39'10"N, 3°25'37"E）面积5.54 平方千米，位于法国上法蘭西大區埃纳省，该省份为法国北部内陆省份，北起北部省，西接索姆省和瓦兹省，东临阿登省和马恩省，西南至塞纳-马恩省，东北部与比利时接壤。
与罗热库尔接壤的市镇（或旧市镇、城区）包括：贝托库尔-埃普尔通、沙尔姆、达尼济、弗雷桑库尔、韦尔西尼。

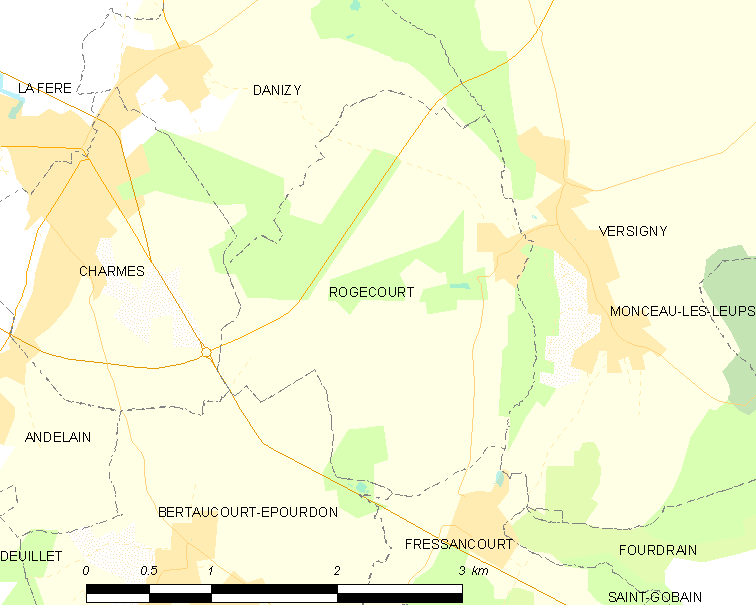
罗热库尔的OSM定位图

罗热库尔的时区为UTC+01:00、UTC+02:00（夏令时）。

## 行政
罗热库尔的邮政编码为02800，INSEE市镇编码为02651。

## 政治
罗热库尔所属的省级选区为泰爾尼耶縣。

## 人口

1962-2008年间罗热库尔人口变化图示

罗热库尔于2022年1月1日时的人口数量为94人。